# Wahlkreis Glenrothes
| Glenrothes        |
| ----------------- |
| Glenrothes        |
| Gebildet          |
| 2005              |
| Abgeordneter      |
| Peter Grant (SNP) |
| Regionen          |
| Fife              |

Glenrothes ist ein Wahlkreis für das Britische Unterhaus. Er wurde im Zuge der Wahlkreisreform 2005 gebildet und ersetzt dabei weitgehend den aufgelösten Wahlkreis Central Fife, jedoch wurden auch Gebiete des Wahlkreises Kirkcaldy zugeschlagen.
Glenrothes deckt die zentralen Gebiete der Council Area Fife ab. Neben der namensgebenden Stadt Glenrothes umfasst sie unter anderem die Städte und Ortschaften Methil, Buckhaven und Windygates. Der Wahlkreis entsendet einen Abgeordneten.

## Wahlergebnisse

### Unterhauswahlen 2005
| Ergebnisse der Unterhauswahlen 2005 | Ergebnisse der Unterhauswahlen 2005 | Ergebnisse der Unterhauswahlen 2005 | Ergebnisse der Unterhauswahlen 2005 |
| Partei                              | Kandidat                            | Stimmen                             | %                                   |
| ----------------------------------- | ----------------------------------- | ----------------------------------- | ----------------------------------- |
| Labour                              | John MacDougall                     | 19.395                              | 51,9                                |
| SNP                                 | John Beare                          | 8731                                | 23,4                                |
| Liberal Democrats                   | Elizabeth Riches                    | 4728                                | 12,7                                |
| Conservative                        | Belinda Don                         | 2651                                | 7,1                                 |
| Pensioners                          | George Rodger                       | 716                                 | 1,9                                 |
| Socialist                           | Morag Balfour                       | 705                                 | 1,9                                 |
| UKIP                                | Paul Smith                          | 440                                 | 1,2                                 |

### Nachwahlen 2008
Mit dem Ableben von John MacDougall wurden im Wahlkreis Glenrothes Nachwahlen nötig.
| Ergebnisse der Nachwahlen 2008 | Ergebnisse der Nachwahlen 2008 | Ergebnisse der Nachwahlen 2008 | Ergebnisse der Nachwahlen 2008 | Ergebnisse der Nachwahlen 2008 |
| Partei                         | Kandidat                       | Stimmen                        | %                              | ±                              |
| ------------------------------ | ------------------------------ | ------------------------------ | ------------------------------ | ------------------------------ |
| Labour                         | Lindsay Roy                    | 19.946                         | 55,1                           | +3,2                           |
| SNP                            | Peter Grant                    | 13.209                         | 36,5                           | +13,1                          |
| Conservative                   | Maurice Golden                 | 1381                           | 3,8                            | −3,3                           |
| Liberal Democrats              | Harry Wills                    | 947                            | 2,6                            | −10,1                          |
| SSCUP                          | George Rodger                  | 296                            | 1,0                            | +1,0                           |
| Socialist                      | Morag Balfour                  | 212                            | 0,6                            | −1,3                           |
| UKIP                           | Kris Seunarine                 | 117                            | 0,3                            | −0,9                           |
| Solidarity                     | Louise McLeary                 | 87                             | 0,2                            | +0,2                           |

### Unterhauswahlen 2010
| Ergebnisse der Unterhauswahlen 2010 | Ergebnisse der Unterhauswahlen 2010 | Ergebnisse der Unterhauswahlen 2010 | Ergebnisse der Unterhauswahlen 2010 | Ergebnisse der Unterhauswahlen 2010 |
| Partei                              | Kandidat                            | Stimmen                             | %                                   | ±                                   |
| ----------------------------------- | ----------------------------------- | ----------------------------------- | ----------------------------------- | ----------------------------------- |
| Labour                              | Lindsay Roy                         | 25.247                              | 62,3                                | +7,2                                |
| SNP                                 | David Alexander                     | 8799                                | 21,7                                | −14,8                               |
| Liberal Democrats                   | Harry Wills                         | 3108                                | 7,7                                 | +5,1                                |
| Conservative                        | Sheila Low                          | 2922                                | 7,2                                 | +3,4                                |
| UKIP                                | Kris Seunarine                      | 425                                 | 1,1                                 | +0,8                                |

### Unterhauswahlen 2015
| Ergebnisse der Unterhauswahlen 2015 | Ergebnisse der Unterhauswahlen 2015 | Ergebnisse der Unterhauswahlen 2015 | Ergebnisse der Unterhauswahlen 2015 | Ergebnisse der Unterhauswahlen 2015 |
| Partei                              | Kandidat                            | Stimmen                             | %                                   | ±                                   |
| ----------------------------------- | ----------------------------------- | ----------------------------------- | ----------------------------------- | ----------------------------------- |
| SNP                                 | Peter Grant                         | 28.459                              | 59,8                                | +38,1                               |
| Labour                              | Melanie Ward                        | 14.562                              | 30,6                                | −31,7                               |
| Conservative                        | Alex Stewart-Clark                  | 3685                                | 7,7                                 | +0,5                                |
| Liberal Democrats                   | Jane Ann Liston                     | 892                                 | 1,9                                 | −5,8                                |

### Unterhauswahlen 2017
| Ergebnisse der Unterhauswahlen 2017 | Ergebnisse der Unterhauswahlen 2017 | Ergebnisse der Unterhauswahlen 2017 | Ergebnisse der Unterhauswahlen 2017 | Ergebnisse der Unterhauswahlen 2017 |
| Partei                              | Kandidat                            | Stimmen                             | %                                   | ±                                   |
| ----------------------------------- | ----------------------------------- | ----------------------------------- | ----------------------------------- | ----------------------------------- |
| SNP                                 | Peter Grant                         | 17.291                              | 42,8                                | −17,0                               |
| Labour                              | Altany Craik                        | 14.024                              | 34,7                                | +4,1                                |
| Conservative                        | Andrew Brown                        | 7876                                | 19,5                                | +11,8                               |
| Liberal Democrats                   | Rebecca Bell                        | 1208                                | 3,0                                 | +1,1                                |

### Unterhauswahlen 2019
| Ergebnisse der Unterhauswahlen 2019 | Ergebnisse der Unterhauswahlen 2019 | Ergebnisse der Unterhauswahlen 2019 | Ergebnisse der Unterhauswahlen 2019 | Ergebnisse der Unterhauswahlen 2019 |
| Partei                              | Kandidat                            | Stimmen                             | %                                   | ±                                   |
| ----------------------------------- | ----------------------------------- | ----------------------------------- | ----------------------------------- | ----------------------------------- |
| SNP                                 | Peter Grant                         | 21.234                              | 51,1                                | +8,3                                |
| Labour                              | Pat Egan                            | 9477                                | 22,8                                | −11,9                               |
| Conservative                        | Amy Thomson                         | 6920                                | 16,7                                | −2,8                                |
| Liberal Democrats                   | Jane Ann Liston                     | 2639                                | 6,4                                 | +3,4                                |
| Brexit Party                        | Victor Farrell                      | 1276                                | 3,1                                 | +3,1                                |